# Elektrostatik

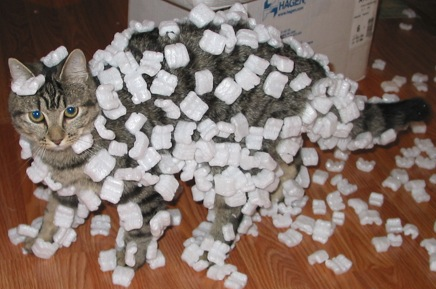
Styropor-Polstermaterial wird vom Fell einer Katze elektrostatisch angezogen

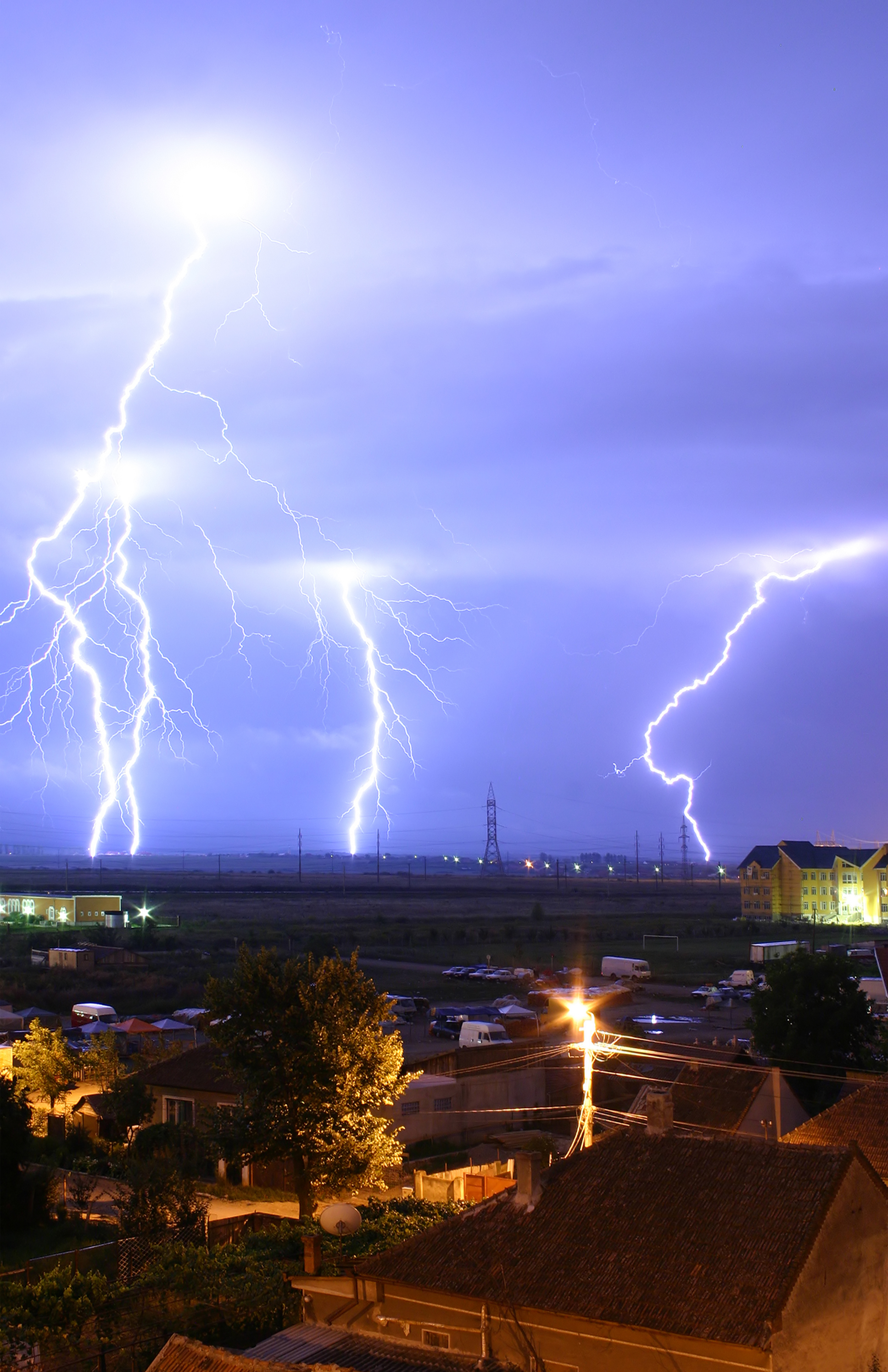
Blitze als Folge von elektrostatischer Aufladung

Die Elektrostatik ist das Teilgebiet der Physik, das sich mit ruhenden elektrischen Ladungen, Ladungsverteilungen und den elektrischen Feldern geladener Körper befasst.
Die Phänomene der Elektrostatik rühren von den Kräften her, die elektrische Ladungen aufeinander ausüben. Diese Kräfte werden vom coulombschen Gesetz beschrieben. Ein klassisches Beispiel ist, dass geriebener Bernstein Teilchen anzieht (siehe Geschichte). Auch wenn die Kräfte klein erscheinen, ist die elektrische Kraft z. B. im Vergleich zur Gravitation außerordentlich stark. So ist die elektrische Kraft zwischen einem Elektron und einem Proton (beide bilden zusammen ein Wasserstoffatom) um ungefähr 39 Größenordnungen größer als ihre gegenseitige Massenanziehung.
Die Elektrostatik ist Teilgebiet der klassischen Elektrodynamik und behandelt den Spezialfall von unbewegten elektrische Ladungen und stationären, d. h. zeitlich gleichbleibenden elektrischen Feldern. Die Elektrostatik findet ihr Analogon in der Magnetostatik, die sich mit stationären Magnetfeldern befasst, wie sie beispielsweise von zeitlich gleichbleibenden elektrischen Strömen erzeugt werden.

## Geschichte
Schon im Altertum war bekannt, dass bestimmte Materialien wie beispielsweise Bernstein nach dem Reiben an einem Tuch oder Fell kleine leichte Teilchen anziehen (siehe Reibungselektrizität). William Gilbert setzte die Arbeiten von Petrus Peregrinus aus dem 13. Jahrhundert fort und fand heraus, dass auch andere Stoffe durch Reibung elektrisiert werden können und entwickelte das Versorium, eine frühe Bauform eines Elektroskops. Er führte in seinem 1600 erschienenen Buch De Magnete, Magnetisque Corporibus, et de Magno Magnete Tellure (deutsch etwa: Über den Magneten, Magnetische Körper und den großen Magneten Erde) den dem Neulateinischen entlehnten Begriff „electrica“ für die Erscheinungen ein, die er im Zusammenhang mit dem Bernstein entdeckte, „elektron“ stammt vom griechischen Wort für Bernstein.

## Übersicht
Die von einer gegebenen Ladung {\displaystyle Q} auf ein Objekt ausgeübte Kraft ist proportional zur Ladung {\displaystyle q} des Objektes. Sie lässt sich also durch die Gleichung {\displaystyle {\vec {F}}=q{\vec {E}}} beschreiben. Hier ist {\displaystyle {\vec {E}}} die Feldstärke des die Ladung {\displaystyle Q} begleitenden elektrischen Feldes.
Von einem äußeren elektrischen Feld werden in elektrischen Leitern und Isolatoren unterschiedliche Effekte hervorgerufen. Die freien elektrischen Ladungen in Leitern, z. B. die Leitungselektronen der Metalle, verschieben sich makroskopisch solcherart, dass das elektrische Feld im gesamten Inneren des Leiters verschwindet (siehe faradayscher Käfig). Dieses Phänomen wird Influenz genannt. Andererseits reagieren die lokal gebundenen Ladungen in einem Isolator, also die Elektronen und Kerne der Atome, durch eine gegenseitige Verschiebung, wodurch der Isolator polarisiert wird.
Das von einem elektrostatischen Feld {\displaystyle {\vec {E}}} auf eine Probeladung {\displaystyle q} wirkende Kraftfeld {\displaystyle {\vec {F}}} ist konservativ, das heißt, dass die potentielle Energie {\displaystyle W} der Probeladung im elektrostatischen Feld nur abhängig ist von der Position {\displaystyle {\vec {x}}} der Probeladung, nicht aber vom Weg, auf dem die Probeladung nach {\displaystyle {\vec {x}}} bewegt wurde. Das bedeutet auch, dass sich das elektrostatische Feld als Gradient eines elektrischen Potentials {\displaystyle \phi } darstellen lässt. Die potentielle Energie einer Probeladung im Potential ist also {\displaystyle W=q\phi }. Die Differenz zweier elektrischer Potentiale entspricht der elektrischen Spannung. Das Verschwinden des elektrischen Feldes, {\displaystyle {\vec {E}}={\vec {0}}}, ist gleichbedeutend mit räumlich konstantem elektrischen Potential {\displaystyle \phi } = konst.
Das Feld und damit auch das Potential einer beliebigen Ladungsverteilung in einem homogenen Isolator lässt sich leicht anhand der aus dem coulombschen Gesetz abgeleiteten Gesetzmäßigkeiten berechnen. Das Feld in einem Leiter verschwindet. Eine solche Berechnung ist bei räumlichen Anordnungen von Leitern, Nichtleitern und Ladungen nur in wenigen Fällen einfach.

## Das elektrische Feld

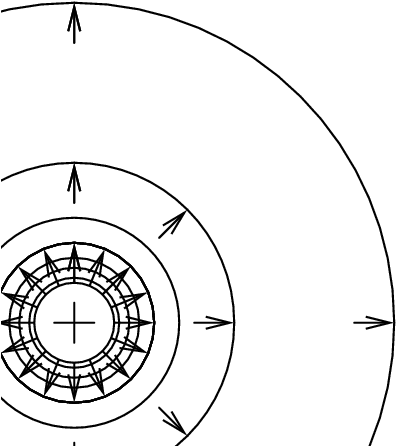
Illustration des elektrischen Feldes und der Äquipotentialflächen um eine positive Ladung im Raum

Feldlinien einer positiv geladenen, unendlich ausgedehnten Ebene

Für den elektrostatischen Spezialfall stationärer magnetischer Felder ({\displaystyle {\dot {\vec {B}}}={\vec {0}}}) und verschwindender elektrischer Ströme ({\displaystyle {\vec {\jmath }}={\vec {0}}}) folgt aus dem coulombschen Gesetz und der Definition des elektrischen Feldes {\displaystyle {\vec {E}}={\vec {F}}/q} für das von einer Punktladung {\displaystyle Q} am Ort {\displaystyle {\vec {x}}'} erregte elektrische Feld {\displaystyle {\vec {E}}} am Ort {\displaystyle {\vec {x}}}
{\displaystyle {\vec {E}}({\vec {x}})=kQ{\frac {{\vec {x}}-{\vec {x}}'}{\left|{\vec {x}}-{\vec {x}}'\right|^{3}}}}
Das elektrische Feld ist ein gerichtetes Vektorfeld. Für eine positive Ladung ist es genau von der Ladung weg, für eine negative Ladung zur Ladung hin gerichtet, was gleichbedeutend ist mit der Abstoßung gleichnamiger und der Anziehung entgegengesetzter Ladungen. Seine Stärke ist proportional zur Stärke der Ladung {\displaystyle Q} und umgekehrt proportional zum Quadrat des Abstands von {\displaystyle Q}. Der Proportionalitätsfaktor {\displaystyle k} (siehe Dielektrizitätskonstante) ist die Coulomb-Konstante
{\displaystyle k=1/(4\pi \varepsilon _{0})\approx 9\cdot 10^{9}\,\mathrm {Nm^{2}/C^{2}} \quad } im SI-Einheitensystem und
{\displaystyle k=1\quad } im gaußschen Einheitensystem.
Das Maß der elektrischen Feldstärke in SI-Einheiten ist
{\displaystyle [E]_{\mathrm {SI} }={\frac {\mathrm {V} }{\mathrm {m} }}={\frac {\mathrm {N} }{\mathrm {C} }}={\frac {\mathrm {kg} \cdot \mathrm {m} }{\mathrm {s} ^{3}\cdot \mathrm {A} }}}
Das von einer Menge an Ladungen {\displaystyle Q_{i}} erregte Feld ist die Summe der Teilbeiträge (Superpositionsprinzip)
{\displaystyle {\vec {E}}({\vec {x}})=k\sum _{i}{Q_{i}{\frac {{\vec {x}}-{\vec {x}}_{i}}{\left|{\vec {x}}-{\vec {x}}_{i}\right|^{3}}}}}
Oder im Fall einer kontinuierlichen Raumladungsverteilung {\displaystyle \rho } das Integral
{\displaystyle {\vec {E}}({\vec {x}})=k\int {\rho ({\vec {x}}'){\frac {{\vec {x}}-{\vec {x}}'}{\left|{\vec {x}}-{\vec {x}}'\right|^{3}}}}\mathrm {d} ^{3}x'}
Das gaußsche Gesetz beschreibt, dass der Fluss des elektrischen Feldes durch eine geschlossene Oberfläche {\displaystyle A} proportional zur Stärke der von der Oberfläche umschlossenen Ladung {\displaystyle Q} ist
{\displaystyle \int {\vec {E}}\cdot \mathrm {d} {\vec {A}}\sim Q=\int \rho \,\mathrm {d} V}
Der gaußsche Integralsatz verknüpft Fluss und Divergenz eines Vektorfeldes:
{\displaystyle \int {\vec {E}}\cdot \mathrm {d} {\vec {A}}=\int {\vec {\nabla }}\cdot {\vec {E}}\,\mathrm {d} V}
woraus folgt, dass die Divergenz des elektrischen Feldes proportional zur Raumladungsdichte ist:
{\displaystyle {\vec {\nabla }}\cdot {\vec {E}}\sim \rho }
Ein konservatives elektrisches Feld kann durch den Gradienten eines skalaren elektrischen Potentials {\displaystyle \phi } beschrieben werden
{\displaystyle {\vec {E}}=-{\vec {\nabla }}\phi }
Woraus die Poisson-Gleichung folgt:
{\displaystyle \rho \sim {\vec {\nabla }}\cdot {\vec {E}}=-{\vec {\nabla }}\cdot ({\vec {\nabla }}\phi )=-\Delta \phi }

## Elektrostatische Approximation
Die Gültigkeit der elektrostatischen Approximation beruht auf der Annahme von rotationsfreien elektrischen Feldern
{\displaystyle {\vec {\nabla }}\times {\vec {E}}=-{\vec {\nabla }}\times ({\vec {\nabla }}\phi )\equiv {\vec {0}}.}
Betrachtet man das Faraday'sches Induktionsgesetz unter oberer Annahme, so folgt hieraus, dass das zeitlich veränderliche Magnetfeld verschwindet
{\displaystyle \rightarrow {\partial {\vec {B}} \over \partial t}={\vec {0}}.}
Mit anderen Worten ausgedrückt: Die Elektrostatik macht keine Annahme darüber, ob zeitlich konstante Magnetfelder existieren oder nicht. Weiterhin schließt die Approximation die Anwesenheit zeitlich veränderlicher elektrischer Felder sowie elektrische Ströme nicht aus. Wenn magnetische Felder oder elektrische Ströme existieren, so dürfen sich diese nicht oder schlimmstenfalls nur sehr langsam mit der Zeit verändern. Elektrostatik sowie Magnetostatik können beide auch als Galileischer Grenzfall für den Elektromagnetismus betrachtet werden.

### Potential und Spannung
Die Potentialdifferenz {\displaystyle U=\Delta \phi } zwischen zwei Punkten bezeichnet man als elektrische Spannung. Das Produkt aus der Ladung eines Teilchens und der Spannung zwischen zwei Punkten ergibt die Energie, die man benötigt, um das Teilchen von einem Punkt zum anderen zu bringen. Die Einheit des elektrischen Potentials und der elektrischen Spannung ist Volt. Gemäß der Definition von Potential und Spannung gilt Volt = Joule/Coulomb.
Das Potential berechnet sich wie folgt:
{\displaystyle \phi =-\int {\vec {E}}\cdot \mathrm {d} {\vec {s}}}
Die Integrationsgrenzen ergeben sich aus der Wahl des Nullniveaus. Oft wird dies willkürlich in unendlicher Entfernung festgelegt. Eine Punktladung {\displaystyle Q}, die sich am Ort {\displaystyle {\vec {x}}\,'} befindet, verursacht am Ort {\displaystyle {\vec {x}}} das Potential:
{\displaystyle \phi ({\vec {x}})=kQ{\frac {1}{\left|{\vec {x}}-{\vec {x}}\,'\right|}}}
Im Fall einer kontinuierlichen Raumladungsverteilung ist das elektrische Potential durch das folgende Integral gegeben:
{\displaystyle \phi ({\vec {x}})=k\int {\frac {\rho ({\vec {x}}\,')}{\left|{\vec {x}}-{\vec {x}}\,'\right|}}\mathrm {d} ^{3}x'}
Ist es nicht möglich, eine analytische Lösung des Integrals zu finden, so kann man {\displaystyle 1/|{\vec {x}}-{\vec {x}}\,'|} in eine Potenzreihe entwickeln, siehe Multipolentwicklung oder bei Legendre-Polynom.
Das Konzept der Spannung stößt an seine Grenzen, wenn dynamische Vorgänge auftreten. Für veränderliche Magnetfelder lässt sich zwar noch eine Induktionsspannung definieren, jedoch ist diese nicht mehr über eine Potentialdifferenz definierbar. Auch ist die für eine Bewegung der Ladung von einem Punkt zum anderen benötigte Energie nur so lange gleich der Potentialdifferenz zwischen den Punkten, wie die Beschleunigung vernachlässigbar klein ist, da nach der Elektrodynamik beschleunigte Ladungen elektromagnetische Wellen aussenden, die ebenfalls in der Energiebilanz berücksichtigt werden müssen.

### Energie des elektrischen Feldes
In einem Plattenkondensator besteht ein näherungsweise homogenes Feld. Ist die Ladung der einen Platte {\displaystyle Q} und die der anderen Platte entsprechend {\displaystyle -Q}, und beträgt die Größe einer Plattenfläche {\displaystyle A}, so ergibt sich das elektrische Feld betragsmäßig zu
{\displaystyle E={\frac {Q}{\varepsilon _{0}A}}}, wobei {\displaystyle \varepsilon _{0}} die elektrische Feldkonstante ist.
Ist der konstante Plattenabstand {\displaystyle d}, und bringt man eine infinitesimal kleine Ladung {\displaystyle \mathrm {d} Q} von der einen auf die andere Platte, so muss gegen das elektrische Feld die infinitesimale Arbeit {\displaystyle \mathrm {d} W} mit dem Betrag
{\displaystyle \mathrm {d} W=\mathrm {d} F\cdot d=E\cdot \mathrm {d} Q\cdot d}
verrichtet werden. Der Energieerhaltung wegen muss diese Arbeit zu einer Erhöhung der Energie des Kondensators führen. Diese kann aber nur im elektrischen Feld stecken. Durch den Ladungsübertrag erhöht sich die Feldstärke um betragsmäßige
{\displaystyle \mathrm {d} E={\frac {\mathrm {d} Q}{\varepsilon _{0}A}}}.
Auflösen nach {\displaystyle \mathrm {d} Q} und Einsetzen in die Arbeit ergibt
{\displaystyle \mathrm {d} W=\varepsilon _{0}\cdot A\cdot d\cdot E\cdot \mathrm {d} E}.
Nun ist aber {\displaystyle V=A\cdot d} gerade das Volumen des Plattenkondensators, in dem sich das komplette elektrische Feld befindet (im idealen Plattenkondensator lässt sich zeigen, dass das elektrische Feld außerhalb des Plattenkondensators verschwindet, d. h. dort ist {\displaystyle E=0}). Aufintegrieren und Teilen durch {\displaystyle V} ergibt die Energiedichte
{\displaystyle \varrho _{\text{el}}={\frac {W}{V}}={\frac {1}{2}}\cdot {\frac {C\cdot U^{2}}{A\cdot d}}={\frac {1}{2}}\,\varepsilon _{0}E^{2}={\frac {1}{2}}DE},
wobei {\displaystyle D} die dielektrische Verschiebung ist.

## Vorkommen, Erzeugung, Anwendungen statischer Ladungen
Vorkommen in der Natur und im Alltag:
- Gewitterwolken
- Elektrostatisches Feld der Erde
- Elektrostatische Entladung, z. B. nach dem Aufladen durch Laufen über Teppichböden, Benutzen von Kunststoff-Geländern, Sitzen auf Sesseln mit Kunstfaser-Bezug, Kämmen mit Plastik-Kamm, Ausziehen eines Kunstfaser-Pullovers

Erzeugung hoher Spannungen durch Transport statischer Ladungen (in Forschung, Lehre, Industrie):
- Elektrisiermaschine
- Bandgenerator
- Influenzmaschine

Anwendungen:
- Elektrofilter
- elektrostatisch unterstütztes Spritzlackieren
- Fixierung von Papierblättern auf Flachbettplottern und X-Y-Schreibern
- Pulverbeschichten
- Xerographie